# Бішопсборн

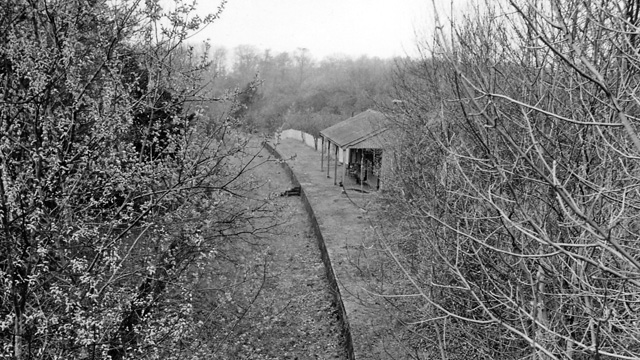
Залишки в 1963 році залізничної станції Бішопсборн, яка була закрита в 1940 році

Бішопсборн –   населений пункт в англійському графстві Кент. Знаходиться біля підніжжя долини Нейлборн.

## Географія
Бішопсборн розташований у районі мальовничої Кент-Даун. 
Займає приблизно половину волості, яка поступово піднімається на південному заході. Курган римської Британії  знаходиться в північно-центральній частині цієї лісистої місцевості. 

## Зручності
У Бішопсборні працює паб, який побудований в 1861 році.
Церква Святої Марії, яка тут знаходиться, є однією з Англіканських церков і містить визначні настінні розписи 14-го століття. Вона занесена до вищого класу національної системи в I ступені. 
Чайна  була відкрита в переобладнаному фермерському дворі в 2017 році і пропонує гарячу та холодну їжу, напої та випічку. 

## Історія
У 1844 році під час розкопок у Борн-парку в цивільній парафії (і завжди в межах села) були виявлені залишки залізного віку.
Моцарт відвідав ці місця у 1765 році, коли він мав власність. Манн був покровителем крикету, і в Борн-Педдоку, майданчику, який він побудував у парку, проводилися матчі найвищого класу з крикету.  10 будівель у селі занесені до списку національної спадщини Англії та стіни.
30 серпня 1940 року Spitfire, пілотований сержантом JI Джонсоном, був збитий і розбився поблизу Бішопсборна. Під час аварії він загинув.

## Транспорт
У Бішопсборні була залізнична станція, поки лінія не була закрита в 1947 році. Будівля вокзалу зараз є приватною резиденцією.

## Відомі жителі
Річард Хукер був ректором з 1595 по 1600 рік. Він зіграв значну роль у розвитку англіканства, відстоюючи «середину» між пуританством і католицизмом. Його 8-томна праця «Закони церковної політики» була частково написана в Ректораті в Бішопсборні. Він був похований у вівтарній частини церкви, і пам'ятник йому був встановлений Вільямом Купером. 
Будинок письменника Джозефа Конрада і досі стоїть, а сільська ратуша називається «Конрад Хол» на його честь. Піонер фотографії Джозеф Бенкрофт Рід був ректором з 1863 року до своєї смерті в 1870 році і похований у соборі Святої Марії.
А. Е. Вейт провів більшу частину свого подальшого життя в Бішопсборні і був похований на церковному цвинтарі в Бішопсборні в графстві Кент.